# Лаврушин, Фёдор Иванович
Фёдор Ива́нович Лавру́шин (1899—1966) — один из зачинателей промышленности химических волокон в СССР.

## Биография
Родился в 1899 году.
Прибыл на фабрику «Клинволокно» в 1936 году на должность главного инженера. Работал в этой должности до 1939 года, после чего был назначен главным инженером Главного Управления Искусственных Волокон (ГУИВа), где работал до 1943 года. В 1941 году руководил демонтажем и эвакуацией оборудования завода № 507 из Клина в Кустанай.
В период 1943—1950 годов работал во ВНИИВе в должности старшего научного сотрудника. Решением Высшей аттестационной комиссии СССР в 1958 году ему была присуждена учёная степень кандидата технических наук без защиты диссертации.
В 1950—1959 годах занимал должность главного инженера Каменского химкомбината искусственного волокна (город Каменск-Шахтинский).
В 60-е годы жил в г. Мытищи.
Умер в 1966 году. Похоронен на Бабушкинском кладбище.

## Награды и премии
- орден Ленина
- орден Трудового Красного Знамени
- медали.
- Сталинская премия третьей степени (1949) — за разработку и внедрение в промышленность метода получения нового искусственного волокна
- Сталинская премия третьей степени (1951) — за освоение и внедрение в промышленность вискозного корда для автомобильных шин